# Bob Harvey
Bob Harvey (n. 17 noiembrie 1934, Burley⁠(d), Comitatul Kitsap, Washington, SUA – d. 18 martie 2025, Lancaster⁠(d), Ohio, SUA) a fost basistul trupei Jefferson Airplane în 1965. A fost înlocuit de Jack Casady.
A fondat formația de bluegrass Slippery Rock String Band. A fost în grupul Holy Mackerel, alături de Paul Williams care a înregistrat cântecul „Wildflowers” dar și în trupa San Francisco Blue împreună cu Brian Fowler. Și-au schimbat numele în Georgia Blue.